# Коковчинский сельсовет
Коковчинский сельсовет — административная единица на территории Сенненского района Витебской области Республики Беларусь. Административный центр — агрогородок Коковчино.

## История
Коковчинский сельский Совет был образован в ноябре-декабре 1917 года в соответствии с решением 2-го Всебелорусского съезда крестьянских депутатов.
29 апреля 2004 года в состав сельсовета включены населённые пункты упразднённого Алексиничского сельсовета.

## География
Расположен в 37 км от районного центра города Сенно.
Граничит с Богушевским, Студёнковским, Немойтовским сельсоветами Сенненского района и Межевским, Смольянскм сельсоветами Оршанского района.

## Состав
Коковчинский сельсовет включает 50 населённых пунктов:
- Авсеево — деревня.
- Беленево — деревня.
- Болбасово — деревня.
- Бортники — деревня.
- Буда — деревня.
- Великое Село — деревня.
- Выгода — деревня.
- Германово — деревня.
- Грузды — деревня.
- Гряда — деревня.
- Догоновка — деревня.
- Жохово — деревня.
- Заборовье — деревня.
- Завожанье — деревня.
- Зубово — деревня.
- Ивашково — деревня.
- Коковчино — агрогородок.
- Колонтаево — деревня.
- Коношево — деревня.
- Крупяжино — деревня.
- Кулики — деревня.
- Ледневичи — деревня.
- Лесная Поляна — деревня.
- Липлянск — деревня.
- Литусово — агрогородок.
- Майская — деревня.
- Мацково — деревня.
- Митюково — деревня.
- Михново — деревня.
- Мишуково — деревня.
- Некрашево — деревня.
- Нерейша — деревня.
- Папино — деревня.
- Пашково — деревня.
- Пильковичи — деревня.
- Пляцы — деревня.
- Прихабы — деревня.
- Риндево — деревня.
- Рощино — деревня.
- Советская — деревня.
- Стецево — деревня.
- Студенец — деревня.
- Ударная — деревня.
- Ходосы — деревня.
- Хоревщина — деревня.
- Шеметовка — деревня.
- Ширковщина — деревня.
- Щитники — деревня.
- Шупляки — деревня.
- Яново — агрогородок.

## Культура
Расположены Коковчинский сельский Дом культуры, Яновский Дом культуры, Литусовский сельский клуб.